# Boyolangu (Boyolangu)
Boyolangu is een bestuurslaag in het regentschap Tulungagung van de provincie Oost-Java, Indonesië. Boyolangu telt 5833 inwoners (volkstelling 2010).